# Hrabstwo Houston (Alabama)

Piramida wieku hrabstwa

Houston – hrabstwo w stanie Alabama w USA. Populacja liczy 101 547 mieszkańców (stan według spisu z 2010 roku).
Powierzchnia hrabstwa to 1506 km² (w tym tylko 3 km² stanowią wody). Gęstość zaludnienia wynosi 67,5 osób/km².

## Miejscowości
- Ashford
- Avon
- Columbia
- Cottonwood
- Cowarts
- Dothan (część miasta leży w hrabstwie Dale)
- Gordon
- Kinsey
- Madrid
- Rehobeth
- Taylor
- Webb